# Tawen Künga Rinchen
Tawen Künga Rinchen (1339-1399) was van ca. 1364 tot 1399 de zestiende sakya trizin, de hoogste geestelijk leider van de sakyatraditie in het Tibetaans boeddhisme.